# Wasted Time (Skid Row)
Wasted Time è il terzo singolo estratto da Slave to the Grind, il secondo album della rock band statunitense Skid Row. Il pezzo è stato messo in commercio nell'ottobre 1991 ed è stato scritto dai compagni di band Sebastian Bach, Rachel Bolan e Dave "The Snake" Sabo. Si tratta di una power ballad molto potente che ha come temi il rimpianto, l'amicizia, l'uso di droghe e la tristezza. Sebastian Bach ha affermato di averla scritta in riferimento a Steven Adler, il batterista originario dei Guns N' Roses.
È stato l'ultimo singolo del gruppo a scalare le classifiche negli Stati Uniti, in quanto il successo di Nevermind dei Nirvana e Ten dei Pearl Jam, che fecero emergere il movimento grunge, seppellì in massa le band come gli Skid Row, nonostante questi riuscirono a sopravvivere ma ogni volta con un profilo più basso.
Il singolo ha raggiunto la posizione numero 88 della Billboard Hot 100, la numero 30 della Mainstream Rock Songs e la numero 20 della Official Singles Chart.
Anche se è considerata una delle migliori canzoni della band, è stato omessa dalla raccolta 40 Seasons: The Best of Skid Row e Rachel Bolan l'ha definita: "la più grande merdata che abbiamo mai registrato".

## Tracce
1. Wasted Time (Edit)
2. Psycho Love
3. Get the Fuck Out (Live)
4. Holidays in the Sun (cover dei Sex Pistols)